# Nokia E-serie

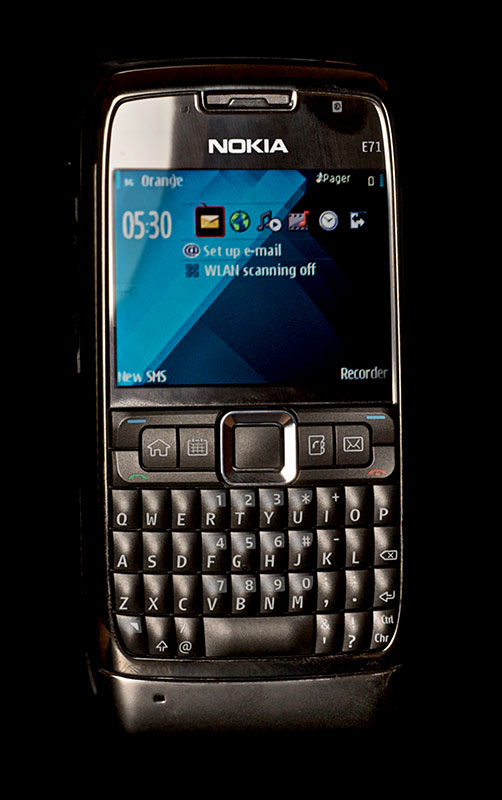
Nokia E71.

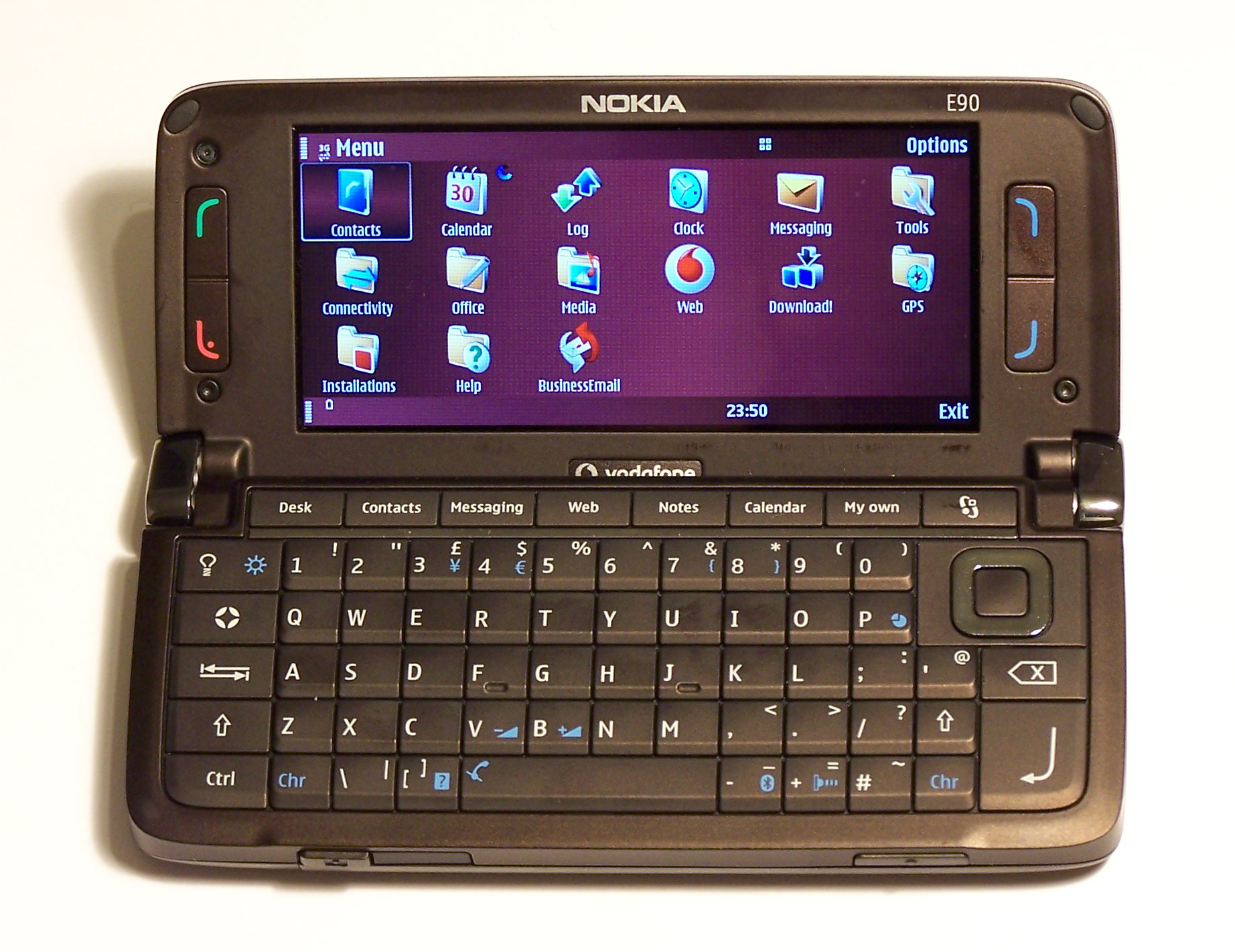
Nokia E90.

De Nokia E-serie is een reeks zakelijke smartphones die Nokia uitgebracht heeft met het Symbian S60-besturingssysteem. De toestellen zijn voorzien van push e-mail, uitgebreide PIM-mogelijkheden en de mogelijkheid om Office- en PDF-bestanden te lezen en/of te bewerken.

## Modellen
| Model                  | Schermtype                              | Jaar | S | Techniek                                 | Platform                                     | Generatie | Vorm                     | Camera            |
| ---------------------- | --------------------------------------- | ---- | - | ---------------------------------------- | -------------------------------------------- | --------- | ------------------------ | ----------------- |
| Nokia E50              | 240 x 320 18 bit (262.144) kleuren      | 2006 | P | GSM/EDGE                                 | S60 3rd Edition (versie 3.0)                 | BB5.0     | Candybar                 | 1,3 megapixels    |
| Nokia E51              | 352 x 416 24 bit (16,7 miljoen) kleuren | 2007 | P | GSM/UMTS                                 | S60 3rd Edition (versie 3.0)                 | BB5.0     | Candybar                 | 2,0 megapixels    |
| Nokia E60              | 352 x 416 24 bit (16,7 miljoen) kleuren | 2006 | P | GSM/UMTS                                 | S60 3rd Edition (versie 3.0)                 | BB5.0     | Candybar                 |                   |
| Nokia E61              | 320 x 240 24 bit (16,7 miljoen) kleuren | 2006 | P | GSM/UMTS                                 | S60 3rd Edition (versie 3.0)                 | BB5.0     | Candybar                 |                   |
| Nokia E61i             | 320 x 240 24 bit (16,7 miljoen) kleuren | 2007 | P | GSM/EDGE/UMTS                            | S60 3rd Edition (versie 3.0)                 |           | Candybar                 | 2,0 megapixels    |
| Nokia E62              | 320 x 240 24 bit (16,7 miljoen) kleuren | 2006 | P | GSM/EDGE                                 | S60 3rd Edition (versie 3.0)                 | BB5.0     | Candybar                 |                   |
| Nokia E65              | 320 x 240 24 bit (16,7 miljoen) kleuren | 2007 | P | GSM/EDGE/UMTS                            | S60 3rd Edition (versie 3.0)                 |           | Slide                    | 2,0 megapixels    |
| Nokia E70              | 352 x 416 24 bit (16,7 miljoen) kleuren | 2006 | P | GSM (Americas) or GSM/UMTS (Europe/Azië) | S60 3rd Edition (versie 3.0)                 | BB5.0     | Candybar (flip keyboard) | 2,0 megapixels    |
| Nokia E71              | 320 x 240 24 bit (16,7 miljoen) kleuren | 2008 | P | GSM/EDGE/3G/HSDPA                        | S60 3rd Edition (versie 3.1)                 |           | Candybar                 | 3,2 megapixels AF |
| Nokia E90 Communicator | 800 x 352 24 bit (16.7 miljoen) kleuren | 2007 | P | GSM/EDGE/3G/HSDPA                        | S60 3rd Edition, Feature Pack 1 (versie 3.1) |           | Clamshell                | 3,2 megapixels    |